# Patrik Erickson
Patrik Erickson, född den 13 mars 1969, är en svensk före detta ishockeyspelare, forward. Han spelade 91 landskamper i Tre Kronor och blev världsmästare 1991. Erickson blev vald av Winnipeg Jets i den andra rundan som nummer 37 totalt i NHL Entry Draft 1987.

## Klubbar
- Brynäs IF 1986-1991 Elitserien
- AIK Ishockey 1991-1993 Elitserien/Division 1
- Djurgården Hockey 1993-1999 Elitserien
- Hammarby IF 2000-2001 Allsvenskan

## Meriter
- Junior 18 EM-guld 1987
- Junior 20 VM-silver 1989
- VM-silver 1990
- VM-guld 1991
- OS-femma 1992
- Elitserien i ishockey 1991/1992
- Stora Grabbars Märke 150